# 湯瑪斯-基爾曼衝突解決模型

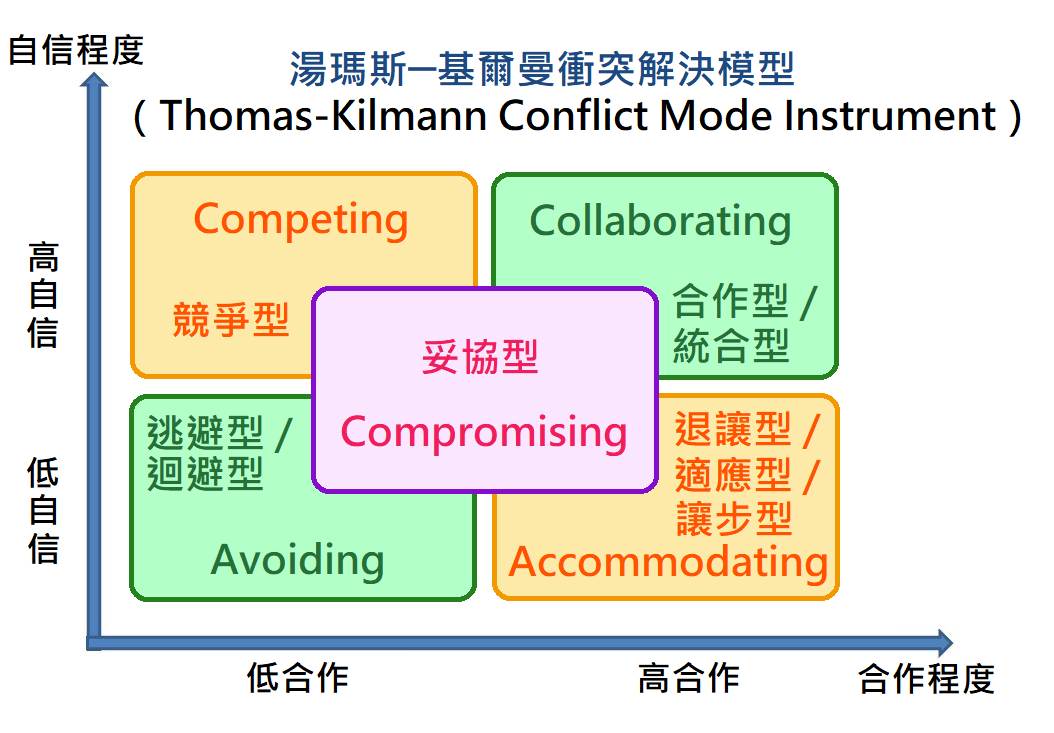
湯瑪斯─基爾曼衝突解決模型（Thomas-Kilmann Conflict Mode Instrument）中文翻譯

湯瑪斯─基爾曼衝突解決模型（簡稱TKI）是一種人際衝突管理風格，用來衡量個人對衝突情況的反應。

## 概述
在湯瑪斯─基爾曼衝突解決模型中，橫軸代表「合作程度」（Cooperativeness），縱軸則代表「自信程度」（Assertiveness）。並有5種不同的衝突風格：競爭型、逃避型（或稱迴避型）、合作型（或稱統合型）、退讓（或稱適應型、讓步型）以及妥協型。1978年，在發表86份回覆的分析中，湯瑪斯和基爾曼確定該模型表現出適度的測試─再測信度係數、中間內部一致性（由克隆巴赫系数測量）以及與其他三種工具的低至中度相關性。湯瑪斯─基爾曼衝突解決模型受著作權保護，未經購買，不得公開提供或訪問以進行，且不用每次評估時都購買。當前著作權擁有者邁爾斯─布里格斯公司將每份副本售價為21.95美元，而線上管理評估及90天下載訪問售價則為45美元。學生經常在衝突管理課程或工作坊上使用該模型。它也被用於心理学研究，例如比較大學運動員和非運動員的衝突態度。